# Bagheera
Bagheera là một chi nhện trong họ Salticidae.